# Kvinnorna i Alger
Kvinnorna i Alger (Les Femmes d'Alger) syftar på 15 målningar och en rad teckningar av den spanske konstnären Pablo Picasso. Konstverken utfördes mellan 1954 och 1955 och Picasso fann inspiration i Eugène Delacroix målning Kvinnor i Alger från 1834. Hela serien införskaffades 1956 av Victor och Sally Ganz för Galerie Louise Leiris i Paris för 212 500 dollar.
Versionen "O", den sista i serien, såldes av auktionsbyrån Christie's i maj 2015 för 179,3 miljoner dollar, vilket motsvarar ungefär 1,5 miljarder svenska kronor.